# Asianopis zhuanghaoyuni
Espèce
Asianopis zhuanghaoyuni est une espèce d'araignées aranéomorphes de la famille des Deinopidae.

## Distribution
Cette espèce est endémique du Fujian en Chine,. Elle se rencontre dans le xian de Minhou

## Description
Le mâle holotype mesure 16,54 mm et la femelle paratype 22,60 mm

## Étymologie
Cette espèce est nommée en l'honneur de Hao-yun Zhuang.

## Publication originale
- Lin, Shao, Hänggi, Caleb, Koh, Jäger & Li, 2020 : Asianopis gen. nov., a new genus of the spider family Deinopidae from Asia. ZooKeys, vol. 911, p. 67-99 (texte intégral).